# OW2 Consortium
OW2 Consortium（オーダブリューツー・コンソーシアム）は、オープンソースのミドルウェア、EAI, 電子商取引、クラスタリング、グリッド・コンピューティングに関する非営利の国際コンソーシアムである。2007年1月、ObjectWeb Consortium と Orientware が合併して結成された。高品質なオープンソースの分散コンピューティングアプリケーション用コンポーネントの開発を目指している。

## 概要
分散基盤ソフトウェアの目的は、本質的に異質なシステム間を相互接続することである。したがって、OW2 が開発するソフトウェアは、JCP, OMG, OSGi などの独立した団体が策定したオープン標準に準拠している。オープンソースのライセンス形態により、ソースコードへのアクセスが自由であり、それら標準への準拠レベルも可能な限りよく保証されている。
OW2 は技術提供者とユーザー企業の対話の促進も行っており、トレーニング、助言、保守などオープンソースの基盤ソフトウェアに求められていたサービスを提供することで、それらを商用のソリューションに利用できる環境を整えている。
OW2 が開発した各種コンポーネントは、JOnAS Java EE サーバに統合されている。また、Eclipse用プラグイン「Lomboz」も用意されている。

## 主なプロジェクト
完全なリストは ObjectWeb Forge を参照。
- Fractal コンポーネントモデル - ソフトウェアコンポーネントに基づくソフトウェア合成フレームワーク。コンポーネントの定義、構成、合成、管理などを行う。
- Bonita - INRIA ECOO チームが提案したワークフローモデルに基づいた、柔軟性のある協調型ワークフローシステム。
- eXo Platform - 企業ポータルとCMSを統合したシステム。JSF, ポートレット、ECM を含む。
- JaWE - グラフィカルな Java ワークフロー・プロセス・エディタ。WfMC の仕様に準拠しており、XPDL をサポートしている。
- Shark - ワークフローサーバ。WfMC と OMG の標準に準拠し、XPDL をサポート。
- JOnAS - Java EE 仕様の ObjectWeb によるオープンソース実装。
- JORAM – メッセージ指向ミドルウェア。JMS と SOAP をサポート。
- Lomboz - Java EE 開発のための Eclipse プラグイン。開発サイクル全体をサポート。
- ProActive - 並列/分散/並行処理のためのオープンソースの Java ライブラリ。
- Presentation Server - Java EE ベースの MVC フレームワーク。XForms, XSLT, ウェブサービスを使った XML で書かれたウェブページの生成・解析が可能。
- XQuare - Java EE プラットフォームに XML ベースの異機種混在型情報統合機能を付加する Java コンポーネント。XQuery を使用。
- JOTM (Java Open Transaction Manager) - オープンソースのトランザクションマネージャ。XA プロトコルを実装し、JTA API に準拠。
- Octopus - Java ベースの ETL ツール。JDBC でデータベースに接続し、XML で書かれた定義に従って変換を行う。
- File Data Base - 完全に Java で書かれた簡易なオブジェクトデータベース。JDO などで永続性を持たせるよう設計されている。
- Speedo - JDO 仕様の実装
- ASM - Java のバイトコード操作フレームワーク。
- JAC (Java Aspect Components) – アスペクト指向プログラミングのフレームワーク。 EJB を POJO に置換可能。
- Celtix ESB - Java による ESB ランタイムと柔軟で拡張が容易な API. サービス指向アーキテクチャの標準に基づいたビジネスコンポーネントの再利用を可能とする。
- EasyBeans - EJB3 コンテナ仕様のオープンソース実装
- Petals - Java Business Integration (JBI) のオープンソース実装。
- SpagoBI - フリーなビジネスインテリジェンスプラットフォーム。
- StarWebService - ウェブサービスの開発/配布/管理/実行のためのプラットフォーム
- Telosys - オープンソースの Ajax/Web 2.0 フレームワーク。
- XService Suite - サービス指向アーキテクチャを可能にする基本的コンポーネントを提供。
- XWiki - 高機能なウィキソフトウェア

## 歴史
- 1999年6月 – Groupe Bull, フランステレコム、INRIA の研究者らが、東京で開催された Linux & Free Software Conference にて JOnAS プロジェクトを発表。この時点の JOnAS は単なる EJBコンテナだった。
- 2000年4月 – JOnAS 2.0 リリース（EJB 1.1 完全サポート）。
- 2001年10月 – パリにて第1回 ObjectWeb Conference 開催（その後毎年開催）。
- 2002年1月 – Bull、フランステレコム、INRIA が ObjectWeb Consortium を結成。
- 2002年4月 – ObjectWeb が Enhydra の全プロジェクトのホストとなる。
- 2002年9月 – JOnAS 2.6 リリース（J2EE プラットフォームとなる）。
- 2003年2月 – JOnAS 3.0 beta 0 リリース（J2EE 1.3 実装）。
- 2003年8月 – レッドハットが北米の企業として初めて ObjectWeb に参加。レッドハットは次期アプリケーションサーバが ObjectWeb J2EE コンポーネントベースとなることを発表。
- 2003年11月 – Enhydra がフリーソフトウェア (LGPL) となる。
- 2003年11月 – ObjectWeb JOnAS と Apache Geronimo の連携で合意。
- 2004年1月 – 全ての Enhydra のプロジェクトが ObjectWeb のウェブに移行。
- 2004年4月 – JOnAS の J2EE 認証手続き開始。
- 2004年6月 – JOnAS 4.1 リリース（J2EE 1.4 実装）。
- 2004年6月 – ObjectWeb も参加して“Web Tools Platform”の提案がなされ、Eclipse Foundation がそれをトップレベル・プロジェクトとして承認。
- 2004年7月 – Red Hat が JOnAS を "Red Hat Application Server" として出荷開始。
- 2004年9月 – Enhydra 6.0 が完全なアプリケーションサーバではなく、JOnAS 上のアプリケーション開発ツールボックスとなった。
- 2004年10月 – ObjectWeb は、これまでのプロジェクトとは異なる概念としてオープンソース「イニシアチブ」を導入し、オープンソースESBイニシアチブをスタートさせる。
- 2005年1月 - JOnAS が J2EE 1.4 の互換性認証を受けた最初の非商用オープンソースのアプリケーションサーバとなる。
- 2005年2月 - リヨンで Conference 開催。
- 2005年4月 - Orientware との研究交流の覚書 (MoU) 締結。
- 2005年6月 - 非営利の独立した法人となることを運営委員会で承認。
- 2005年12月 - 法人化計画を委員会が承認。
- 2006年2月 - パリで、Conference 開催（Solutions Linux も同時開催）。
- 2006年4月 - Orientware から最初のコード提供。
- 2006年7月 - 第1回 'ObjectWeb v2' ワークショップ開催。
- 2007年1月 - ObjectWeb Consortium と Orientware が合併し、OW2 Consortium を結成。